# 大卫·彭
大卫·彭（德語：David Peng，1997年2月6日—），德国男子羽毛球運動員。

## 簡歷
2014年11月，大卫·彭代表德國出戰挪威國際賽，與麦克斯·魏斯基申合作打進男子雙打比賽準決賽。

## 主要比賽成績
只列出曾進入準決賽的國際賽事成績：
| 年份   | 賽事             | 公開賽級別 | 項目     | 拍檔            | 成績   |
| ------ | ---------------- | ---------- | -------- | --------------- | ------ |
| 2014年 | 挪威羽毛球國際賽 | 國際系列賽 | 男子雙打 | 麦克斯·魏斯基申 | 準決賽 |

| 2007-2017年 | 首要超級賽 | 超級賽 | 黃金大獎賽 | 大獎賽 | 國際挑戰賽 | 國際系列賽 | 未來系列賽 | 其他 |

| 2018-2026年 | 總決賽 | 超級1000賽 | 超級750賽 | 超級500賽 | 超級300賽 | 超級100賽 | 國際挑戰賽 | 國際系列賽 | 未來系列賽 | 其他 |